# کروماتین

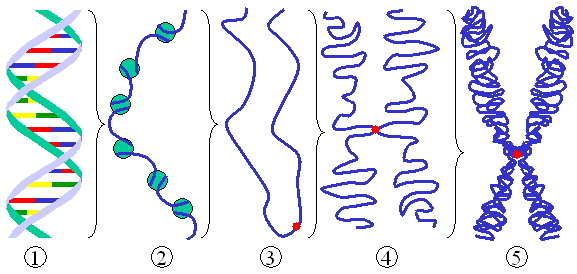

در هنگامی که سلول ها در حال تقسیم شدن نیستند، کروماتیدهای آن‌ها به صورت رشته‌های نازک و نامنظمی در هسته دیده می‌شوند که به آن کروماتین (در ایران: فامینه) گفته می‌شود. کروماتین جنسی یا جسم بار عبارت است از یک جسم کوچک کروماتینی که در مجاورت هسته و چسبیده به غشا به صورت مثلث یا بیضوی دیده می‌شود و در سلول‌های جسمی یا بدنی در جنس ماده و در مرحله ای اینترفاز مشاهده می‌شوند. درسال ۱۹۴۹ برای اولین بار شخصی به نام «بار» آن را مشاهده کرد
واژهٔ کروموزوم به مفهوم جسم رنگی‌است، که در سال ۱۸۸۸ به‌وسیلهٔٔ والدیر به کار گرفته شد. هم‌اکنون، این واژه برای نامیدن رشته‌های رنگ‌پذیر و قابل مشاهده با میکروسکوپ‌های نوری «LM» به کار می‌رود که از همانندسازی و نیز به هم‌. پیچیدگی و تابیدگی هر رشته کروماتینی اینترفازی در یاخته‌های یوکاریوتی و رسیدن به ضخامت ۱۰۰۰ تا ۱۴۰۰ نانومتر ایجاد می‌شود. در پروکاریوتی‌ها نیز مادهٔ ژنی اغلب به حالت یک کروموزوم متراکم می‌شود. در برخی باکتری‌ها علاوه بر فام تن اصلی که بیشتر ژن‌ها را شامل می‌شود کروموزوم کوچک دیگری که به‌ طور معمول آن را پلاسمید می‌نامند، قابل تشخیص است؛ گرچه تعداد کمی از ژن‌ها بر روی پلاسمید قرار دارند.
اما از آن جا که در بیشتر موارد ژن های مقاوم به آنتی‌بیوتیک‌ها بر روی آن جایگزین شده‌اند، از نظر پایداری و بقای نسل باکتری اهمیت زیادی دارد. کروماتین در ساختمان کروموزوم به شکل لوپ دیده می‌شود. لوپ‌ها توسط پروتئین‌های اتصالی به DNA که مناطق خاصی از آن را تشخیص می‌دهند، پابرجا می‌ماند. سپس مراحل پیچ خوردگی نهایتاً نوارهایی را که در کروموزوم‌های متافازی دیده می‌شود، ایجاد می‌کند. هر تیپ کروموزومی یک نواربندی اختصاصی را در ارتباط با نوع رنگ آمیزی نشان می‌دهد. این رنگ آمیزی‌ها منجر به مشخص شدن تعداد و خصوصیات کروموزوم‌های هرگونه از جانداران می‌گردد؛ که این خصوصیات تعدادی و مورفولوژیک کروموزوم‌ها را کاریوتیپ می‌نامند.

## مراحل تبدیل رشته کروماتین به کروموزوم
برای تبدیل یک رشتهٔ کروماتینی ۱۰ تا ۳۰ نانومتری به یک کروموزوم، علاوه بر لزوم همانند سازی رشتهٔ کروماتین سطوح سازمان یافتگی‌ای را در نظر می‌گیرند که ضمن آن با دخالت H3، H1 و پروتئین‌های غیر هیستونی پیچیدگی‌ها و تابیدگی‌های رشتهٔ کروماتین افزایش می‌یابد، طول آن کم، ضخامت و تراکمش زیاد می‌شود و به کروموزوم تبدیل می‌گردد. این سطوح سازمان یافتگی و اغلب به صورت رسیدن از رشتهٔ ۱۰ تا ۳۰ نانومتری به رشته ۹۰ تا ۱۰۰ نانومتری تشکیل رشته ۳۰ تا ۴۰۰ نانومتری و در مراحل بعد با افزایش پیچیدگی‌ها و تابیدگی‌ها، ایجاد رشته ۷۰۰ نانومتری و بالاخره تشکیل کروموزوم دارای دو کروماتید و با ضخامت تا ۱۴۰۰ نانومتر در نظر می‌گیرند.
اولین مرحلهٔ پیچیدگی و تراکم رشتهٔ کروماتین برای تبدیل به کروموزوم با فسفریلاسیون شدید هیستون‌های H3، H1 همراه است. پس از رها شدن DNA از اکتامر هیستونی، با دخالت آنزیم‌های مسئول همانندسازی، پیوندهای هیدروژنی بین دو زنجیره گسسته می‌شود، هر زنجیره مکمل خود را می‌سازد و به تدریج با ادامهٔ همانندسازی، دو مولکول DNA به وجود می‌آید که در هر مولکول یک زنجیرهٔ قدیمی و زنجیرهٔ دیگر نوساخت است. بخش‌های مختلف این دو مولکول DNA که نظیر یک‌دیگر هستند به تدریج که همانندسازیشان پایان می‌پذیرد، با اکتامرهای هیستونی که نیمی از آن‌ها اکتامرهای والدی و نیمی جدید هستند ترکیب می‌شوند.
بعد از تشکیل ساختمان نوکلئوزومی، دو رشته کروماتین ۱۰ نانومتری و سپس رشته‌های ۳۰ نانومتری ایجاد می‌شوند. هر رشته کروماتین ۳۰ نانومتر سطوح سازمان یافتگی را می‌گذارند، با مجموعه‌ای از پروتئین‌های غیر هیستونی زمینه‌ای یا اسکلتی آمیخته می‌شود و به یک کروماتید تبدیل می‌شود. مجموعهٔ دو کروماتید نظیر هم که از محل سانترومر بهم متصل‌اند کروموزوم متافازی را ایجاد می‌کنند

## کروماتین چیست؟
کروماتین مجموعه ای از DNA و پروتئین است که در سلول های یوکاریوتی یافت می‌شود. عملکرد اصلی آن بسته‌بندی مولکول های طولانی DNA در ساختارهای فشرده و متراکم تر است. این باعث می‌شود رشته‌ها بهم نخورند و همچنین در تقویت DNA در هنگام تقسیم سلول، جلوگیری از آسیب DNA و تنظیم بیان ژن و همانند سازی DNA نقش مهمی دارد. در حین میتوز و میوز، کروماتین جداسازی مناسب کروموزومها را در آنافاز تسهیل می‌کند. شکلهای مشخص کروموزوم ها که در این مرحله قابل مشاهده هستند، نتیجهٔ جمع شدن DNA به کروماتین بسیار متراکم است.
اجزای اصلی پروتئین کروماتین هیستون‌ها هستند که به DNA متصل می‌شوند و به عنوان "لنگر"‌هایی عمل می‌کنند که رشته‌ها در اطراف آن ها زخم می‌شوند. به‌طور کلی، سه سطح سازماندهی کروماتین وجود دارد: DNA به دور پروتئین‌های هیستون می‌پیچد و نوکلئوزوم‌ها و به اصطلاح مهره‌ها را بر روی یک ساختار رشته‌ای (euchromatin) تشکیل می‌دهد.چندین هیستون در یک فیبر ۳۰ نانومتری متشکل از آرایه‌های نوکلئوزوم در کم حجم‌ترین شکل (هتروکروماتین) قرار می‌گیرد. ابرپوشش DNA با سطح بالاتر فیبر ۳۰ نانومتری، کروموزوم متافاز را تولید می‌کند (در طی میتوز و میوز).
گرچه بسیاری از موجودات از این طرح سازمانی پیروی نمی‌کنند. به عنوان مثال، اسپرماتوزوئیدها و گلبول‌های قرمز پرندگان کروماتین بسته‌بندی شده محکم تری نسبت به اکثر سلول‌های یوکاریوتی دارند و پروتوزوآهای trypanosomatid به هیچ وجه کروماتین خود را به کروموزوم‌های قابل مشاهده متراکم نمی‌کنند. سلول های پروکاریوتی ساختارهای کاملاً متفاوتی برای سازماندهی DNA خود دارند (معادل کروموزوم پروکاریوتی ژنوفور نامیده می‌شود و در قسمت نوکلئوئید قرار دارد).
ساختار کلی شبکهٔ کروماتین بیشتر به مرحلهٔ چرخهٔ سلول بستگی دارد. در حین اینترفاز، کروماتین از نظر ساختاری سست است و اجازه دسترسی به RNA و DNA پلیمرازهایی را می‌دهد که DNA را رونویسی و تکثیر می‌کنند. ساختار موضعی کروماتین در طی اینترفاز به ژن‌های خاص موجود در DNA بستگی دارد. بخش هایی از ژن های حاوی DNA که به‌صورت فعال رونویسی می‌شوند ("روشن" می‌شوند) کمتر فشرده شده و با RNA پلیمرازها در ساختاری معروف به اکروماتین ارتباط نزدیک دارند، در حالی که مناطق حاوی ژن های غیرفعال ("خاموش") به‌ طور کلی متراکم تر هستند و با پروتئین‌های ساختاری در هتروکروماتین. اصلاح اپی ژنتیکی پروتئین‌های ساختاری در کروماتین از طریق متیلاسیون و استیلاسیون همچنین ساختار محلی کروماتین و در نتیجه بیان ژن را تغییر می‌دهد. ساختار شبکه‌های کروماتین در حال حاضر به خوبی درک نشده‌است و همچنان یک منطقه فعال تحقیق در زمینه زیست‌شناسی مولکولی است.